# Xanisteban Saria
Le Xanisteban Saria est une course cycliste espagnole disputée chaque année à Oiartzun (Guipuscoa), dans la communauté autonome du Pays basque. Cette épreuve est organisée par la société Lartaun Zikloturistak. Elle fait actuellement partie du calendrier du Torneo Lehendakari.
L'édition 2020 est annulée en raison du contexte sanitaire lié à la pandémie de Covid-19.

## Palmarès depuis 1997
| Année | Vainqueur             | Deuxième                 | Troisième                   |
| ----- | --------------------- | ------------------------ | --------------------------- |
| 1997  | Pedro Arreitunandia   |                          |                             |
| 1998  | Iban Sastre           | Igor Miner               | Mikel Artetxe               |
| 1999  | Juan Manuel Gárate    | Jorge Nogaledo           | Imanol Ayestarán            |
| 2000  | Jon Bru               | Beñat Garaialde          | Gorka González              |
| 2001  | Andoni Aranaga        | Vicente Elvira           | Julen Urbano                |
| 2002  | Iván Martínez Agirre  | Fernando Torres          | Eugenio Pineda              |
| 2003  | Alexander Juanikorena | Javier Ruiz de Larrinaga | Ion del Río                 |
| 2004  | Iban Uberuaga         | Joseba Agirrezabala      | Ángel Vázquez Iglesias (es) |
| 2005  | David Pérez Íñiguez   | Unai Elorriaga           | Roberto Barrientos          |
| 2006  | Javier Aramendia      | Iñigo Láriz              | Fabricio Ferrari            |
| 2007  | Josean Larrea         | Julen González           | Fabricio Ferrari            |
| 2008  | Diego Tamayo          | Héctor Espasandín        | Martín Iraizoz              |
| 2009  | Noel Martín           | Ibon Zugasti             | Fabricio Ferrari            |
| 2010  | Enrique Sanz          | Igor Romero              | Fernando Grijalba           |
| 2011  | Jonathan Perdiguero   | Egoitz Murgoitio         | Josué Moyano                |
| 2012  | Arkaitz Durán         | Enric Mas                | Mike Terpstra               |
| 2013  | Antonio Angulo        | Erik Altuna              | Imanol Estévez              |
| 2014  | Aritz Bagües          | Sergio Rodríguez         | Peio Goikoetxea             |
| 2015, | Alex Aranburu         | Rafael Márquez           | Erik Altuna                 |
| 2016  | Egoitz Fernández      | Juan Antonio López-Cózar | Mikel Alonso                |
| 2017  | Sergio Rodríguez      | Julián Barrientos        | Cristian Mota               |
| 2018  | Javier Gil            | Jaume Sureda             | Iker Ballarin               |
| 2019  | Luciano Martínez      | Franklin Archibold       | Martí Márquez               |
| 2020  | annulé                | annulé                   | annulé                      |
| 2021  | Xabier Isasa          | Unai Hierro              | Pablo Castrillo             |
| 2022  | Mikel Retegi          | Rodrigo Álvarez          | Xabier Berasategi           |
| 2023  | Haimar Etxeberria     | Raúl Bastida             | Thomas Silva                |
| 2024  | Sergio Trueba         | Gorka Corres             | Nil Gimeno                  |
| 2025  | Nil Aguilera          | Iñaki Trujillo           | Pablo Lospitao              |